# Atar-Gull
Atar-Gull est un roman d'Eugène Sue paru en 1831. Il s'agit d'un roman maritime qui met en scène des négriers ainsi qu'un esclave vengeur du nom d'Atar-Gull.  

## Résumé
Embarqué sur la Catherine, le capitaine Benoît, honnête époux et père de famille, pratique la traite négrière. Son vaisseau subit une terrible tempête qui cause de profondes avaries. Benoît parvient néanmoins à accoster sur les côtes d'Afrique. Il y retrouve Van Hop, un riche intermédiaire négrier, qui se charge d'effectuer les réparations sur le navire. Grâce à lui, Benoît négocie également auprès du roi Taroo le rachat d'une quarantaine de Noirs, moyennant des armes et de la verroterie. Parmi ces Noirs, l'un d'eux, Atar-Gull, est particulièrement à surveiller. Il est imposant et montre une très grande obstination. 
Son vaisseau remis en état et sa cargaison chargée, Benoît repart en mer. Mais la Catherine est prise en chasse par un autre navire
très rapide. Après avoir vainement tenté de fuir, Benoît décide de rejoindre sur petite embarcation le navire chasseur, la Hyène. Arrivé sur le pont, il découvre un équipage patibulaire. Il est amené au capitaine du navire, un dénommé Brulard. C'est un
homme rude et impitoyable (opiomane de surcroît) qui fait régner une loi de fer sur son navire. On apprendra plus tard qu'il s'agit 'un ancien aristocrate qui a épuisé sa fortune et qui a assassiné la femme qui l'avait trahi. Il fait garrotter Benoît avant de lui révéler son plan.
En réalité, Brulard sillonne les mers pour arraisonner des bateaux négriers et leur prendre leur marchandise qu'il vend ensuite à bas prix en Jamaïque. Il fait donc transférer les noirs de Benoît dans la Hyène. Avec la Catherine, il rejoint ensuite la tribu Namaqua dont sont issus les noirs captifs. Il leur présente Benoît et son équipage comme ceux qui ont fait prisonniers leurs malheureux camarades. Il accepte de les livrer en échange d'autres prisonniers noirs. La tribu, qui ne rêve que de vengeance, accepte et dévore Benoît et son équipage. Maître maintenant de deux navires, la Hyène et la Catherine, Brulard y répartit sa marchandise d'esclaves. Il y remarque qu'Atar-Gull s'est ouvert les veines avec les dents et ordonne qu'on le soigne. Très vite et instinctivement, Atar-Gull éprouve de la haine pour ce capitaine responsable de sa captivité, tout en masquant ses sentiments personnels.
Si Brulard s'autorise à emmener deux femmes noires dans sa cabine pour satisfaire ses plaisirs, il interdit que ses hommes touchent les autres femmes. Grand-Sec, un marin petit et gros (comme son nom ne l'indique pas) enfreint cet ordre. Brulard décide de le punir sévèrement, pour le plus grand plaisir et amusement de son équipage. Mis à cheval sur un cabestan, un poids de cent livres est mis à chacun de ses pieds. Grand-Sec est violemment étiré et hurle de douleur. Deux femmes noires étant mortes la veille, Brulard fait ensuite enfermer Grand-Sec avec les deux cadavres dans une cage à poule et la fait jeter à la mer.
Le lendemain, on informe Brulard que leurs vaisseaux sont pris en chasse
par une frégate anglaise. En effet, Grand-Sec a miraculeusement été recueilli sur ce bateau et a raconté sa terrible histoire. Connaissant le contenu de sa marchandise, le capitaine anglais a
décidé de poursuivre Brulard. Sentant le danger approcher, Brulard fait transférer l'essentiel des esclaves sur la Hyène. Il fait monter des barils de poudre sur le pont du Catherine et prépare un ingénieux système : un mousquet est plongé dans la poudre et sa gâchette est tenue par une corde reliée à un panneau d'ouverture. Brulard rejoint la Hyène et fait hisser les voiles pour fuir la frégate anglaise. Un peu plus tard, on entend une terrible explosion et on voit une épaisse fumée s'élever dans le ciel. Le stratagème de Brulard a fonctionné : des Anglais sont montés sur la Catherine et lorsqu'ils ont relevé le panneau, ils ont provoqué l'explosion (entraînant
la mort du capitaine anglais). Certain que la frégate abandonnera là poursuite, l'équipage est en
liesse. La Hyène rejoint effectivement sans encombre la Jamaïque. Brulard y vend sa marchandise à Tom Wil et repart en mer.
Atar-Gull devient l'esclave de M. Wil qui a la réputation d'être "bon" avec ses esclaves (il fait donner par exemple la moitié des coups que prescrit le Code Noir). Atar-Gull éprouve néanmoins de la haine pour son maître, en raison à la fois de l'esclavage auquel il est réduit, des mauvais traitements qu'il subit, et parce qu'il a découvert le cadavre de son vieux père pendu sur ordre de M. Wil. Cachant son animosité, il fait preuve de docilité et parvient à devenir le serviteur personnel de M. Wil, celui en lequel le maître a toute confiance.
Atar-Gull va dès lors procéder à sa terrible vengeance. Grâce aux poisons que lui ont donné des esclaves empoisonneurs, il fait mourir le bétail et les esclaves de M. Wil. Il attire un serpent dans la
chambre de Jenny, la fille de son maître, qui est ainsi tuée. Il poignarde son fiancé Théodrick et cache son cadavre dans un ravin. Désespérée par tous ces malheurs, Mme Wil meurt de chagrin, en recommandant à son mari de quitter la Jamaïque.
Quasiment ruiné et désespéré, M. Wil part sur un navire anglais pour l'Europe. Il est accompagné d'Atar-Gull en lequel il voit toujours un esclave dévoué et fidèle. Pendant le trajet, un homme perdu seul en mer est sauvé. Il s'agit de Brulard qui a subi une mutinerie de son équipage et qui a été abandonné sur un esquif. Grand-Sec, qui est sur le navire, le reconnaît et le dénonce au capitaine. Il est décidé que Brulard sera pendu le lendemain. Le condamné ne demande qu'à garder son coffret où se trouve un flacon
d'opium, ce qui lui est accordé. Brulard se drogue une dernière fois et est plongé toute la nuit dans un rêve. Il est encore dans ses illusions lorsqu'il est pendu au matin.
Arrivé en Europe, M. Wil s'installe en France. Il vit pauvrement, malade et abattu. Il est devenu muet et impotent. Atar-Gull semble s'occuper avec un dévouement exemplaire du vieil homme et est très admiré de la population du quartier. En réalité, il est encore hypocrite. Une nuit, il révèle à M. Wil toute la haine qu'il éprouve et tous les crimes qu'il a commis. Sa vengeance consistera désormais à forcer M. Wil à voir chaque jour l'assassin de ses proches, à voir le responsable de ses
malheurs honoré comme un homme vertueux. Atar-Gull fait tout pour maintenir en vie M. Wil afin de prolonger sa vengeance. Finalement, après quelques mois de souffrance, le vieil homme meurt, plongeant Atar-Gull dans une rage désespérée, celle de ne plus pouvoir torturer sa victime.
Le roman se termine par une cérémonie académique dans laquelle un prix de vertu est remis à Atar-Gull, qui s'est converti au christianisme et continue de jouer les serviteurs dévoués. Il n'en conserve pas moins intérieurement de la rage et du mépris pour les Blancs, aveugles et responsables de ses malheurs. Il meurt finalement "nostalgique et chrétien".

## Structure du roman
Le roman d'Eugène Sue est assez composite puisqu'il s'agit à la fois
d'une sombre aventure
maritime, d'une satire
sociale et d'un récit de vengeance. 
Le roman peut se diviser en trois grandes parties. Chacune tournant
autour d'un personnage et de son action :
- 1re partie : M. Benoit: arrivée en Afrique, achat des esclaves
- 2e partie : Brulard: vol de la cargaison de Benoît, fuite devant la frégate anglaise et vente des esclaves en Jamaïque
- 3e partie : Atar-Gull: vie dans la plantation et vengeance en Jamaïque et en France
L'unité
du livre se fait autour du personnage d'Atar-Gull (très secondaire
dans les deux premières parties, mais qui devient central dans
la dernière) ou plus généralement autour de la question de la traite négrière et du traitement des esclaves noirs.

## La critique de la traite négrière
Même si ce n'est peut-être pas l'objet premier de son livre, Eugène Sue procède tout au long d'Atar-Gull à une critique de la traite négrière, en dénonçant chacun des maillons de la chaîne :
- les tribus africaines qui se livrent des guerres haineuses et destructrices contre d'autres tribus,
- les intermédiaires et marchands négriers (Van Hop, Benoit, Brulard) qui traitent les Noirs comme une simple marchandise sans âme,
- les propriétaires terriens (M. Wil, M. Greudy) qui humilient et exploitent sans scrupules leurs esclaves (M. Greudy fait pendre les plus anciens pour des raisons économiques) tout en se prétendant humains et généreux.
À la fin du roman, même ceux qui semblent davantage bienveillants avec les Noirs (le docteur, l'Académie française) sont moqués pour leur méconnaissance de l'humiliation et la souffrance profondes que constitue l'esclavage mais aussi pour le paternalisme dont ils font preuve avec Atar-Gull, le « bon Noir » resté fidèle à son maître blanc.
Pour servir son propos critique, Eugène Sue emploie souvent une ironie mordante, à l'image de ce que Montesquieu ou Voltaire ont pu faire avant lui. Il souligne notamment le décalage entre la prétention à l'humanité, à la civilisation de certains personnages (Benoît, Greudy...) et la barbarie réelle dont ils font preuve dans leur action. Il utilise également la caricature, à travers notamment la figure de M. Greudy. Le discours purement utilitariste du propriétaire (il compare les Noirs à des mules), traduit
toute la scandaleuse inhumanité de l'esclavage. Sue utilise enfin parfois la réalité sèche et brutale pour dénoncer l'esclavage: entassement des esclaves dans les cales des navires, bras d'une esclave broyée par une machine, esclaves roués de coups pour des vétilles ou pendus...
Eugène
Sue ne montre néanmoins pas
un tableau manichéen, puisque Benoit ou M. Wil
sont capables d'une certaine humanité et compassion à l'endroit des
Noirs (même si elle reste
limitée), à la différence de M. Greudy ou de Brulard (qui jette par exemple à l'eau un nourrisson dont la mère est morte). Surtout,
le racisme inhérent à la traite négrière et à l'esclavage n'empêche pas certains personnages de faire preuve d'une certaine
noblesse et générosité. Ils peuvent même susciter l'empathie par leurs malheurs, à l'image de M. Wil. 
La figure des Noirs dans le roman possède également sa part d'ombre. C'est le roi africain Taroo qui, à moitié ivre et simplement animée par la haine et l'appât du gain, vend des Noirs d'une tribu ennemie. C'est la tribu Namaqua qui vend à son tour des Noirs ennemis et se livre au cannibalisme. Ce sont aussi les Empoisonneurs de Jamaïque, qui fournissent des poisons aux esclaves qui veulent se venger des Blancs et vont jusqu'à décapiter un enfant noir pour préparer leurs potions. C'est enfin et surtout Atar-Gull lui-même, victime de l'esclavage, mais animé d'une haine vengeresse tellement démesurée que les souffrances qu'il inflige à M. Wil et à sa famille amènent à un renversement des valeurs. Dans le roman d'Eugène Sue, les hommes, qu'ils soient blancs ou noirs, sont portés vers le mal et la violence. Chacun devient tour à tour bourreau ou victime.

## Réception de l’œuvre
Lors de sa parution en 1831, Atar-Gull fit scandale, comme le rapporte Ernest Legouvé : « L'effet fut
immense. Ce mélange d'audace dramatique et de sarcasme; ces scènes
pathétiques ou gracieuses, terminées par le plus insolent des
dénouements, ce prix de vertu donné par l'Académie à ce nègre
meurtrier et empoisonneur, tout cela scandalisa, exaspéra,
enthousiasma... »

## Influences et adaptations
- Atar-Gull, mélodrame en 3 actes et 6 tableaux, imité du roman de M. Eugène Sue, Marchant, Paris, 1832. Par Auguste Anicet-Bourgeois et Michel Masson. Première donnée à l'Ambigu le 26 avril 1832. Avec Albert dans le rôle titre.

- Le roman Mademoiselle de la Ferté de Pierre Benoit comporte des points communs avec Atar-Gull. Le roman raconte également l'histoire d'une vengeance masquée. Mme Ferté, qui a poussé une rivale vers la mort, finit également environnée de respect.

- Une adaptation en bande dessinée est parue en 2011 chez Dargaud : scénario de Fabien Nury, dessin de Brüno, couleur de Laurence Croix.

## Bibliophilie
- L'abolition de l'esclavage de Guy Fau, suivi de Atar-Gull d'Eugène Sue, préface d'Aimé Césaire, gravures originales dans le texte de Louis Lamarque, collection « L'humanité en marche », Éditions du burin, 1972.